# Agostino Galamini
Agostino Galamini (Brisighella, 1553 - Osimo, 6 de Setembro de 1639) foi um cardeal católico romano italiano. Foi Mestre-geral da Ordem dos Pregadores de 1608 até 1612.

## Histórico
Filho de Magolino Galamina e Antonia Recuperati. Parente de Agostino Recuperati, Mestre-geral da Ordem dos Pregadores.
Alterou o seu nome para Agostino quando entrou na Ordem dos Pregadores, no noviciado que iniciou em Faenza, professando em Meldola.
Leitor em teologia na cidade de Bolonha e depois em Nápoles. Inquisidor do Santo Ofício em Brescia, Piacenza, Génova e Milão nos pontificados de Gregório XIII e Sisto V. Comissário do Santo Ofício em 1604, e mestre do Sacro Palácio no pontificado de Clemente VIII. Foi eleito Mestre-geral da Ordem dos Pregadores em 1608.
Criado Cardeal no consistório de 17 de Agosto de 1611, recebendo o título de Santa Maria em Aracoeli. Manteve-se no governo da sua ordem até à eleição do seu sucessor.
Eleito Bispo de Recanati e Loreto, a 11 de Fevereiro de 1613. Transferido para a diocese de Osimo a 29 de Abril de 1620. Participou dos conclaves de 1621 e 1623.